# Chano Domínguez
Sebastián Domínguez Lozano, más conocido como Chano Domínguez (Cádiz, 29 de marzo de 1960), es un pianista español de jazz. En 2020 recibió el Premio Nacional de las Músicas Actuales.

## Biografía
Su primer contacto con la música se debe a la gran afición de su padre al flamenco. En 1978 formó el grupo de rock progresivo andaluz Cai con el que grabó tres discos que combinaban el rock sinfónico con el jazz fusión. Tras la disolución del grupo en 1982, Chano integró la formación sevillana-gaditana Hixkadix con la que ganó la Primera Muestra Nacional para Jóvenes Intérpretes celebrada en Palma de Mallorca en 1986.
Durante el final de la década de los 80 y principios de los 90 desarrolló su trabajo en pequeños locales y realizó varias colaboraciones con artistas como Javier Ruibal o Ana Belén o Tito Alcedo, junto a quien firmó el disco Memorias.
En 1992 formó un trío de jazz con Javier Colina y Guillermo McGill que ganó el Primer Premio en la Muestra Nacional de Jazz para Jóvenes Intérpretes en Ibiza y con el que grabó Chano, su primer disco firmado en solitario; Hecho a mano e Imán.
Se ha erigido como uno de los principales músicos de jazz flamenco y jazz latino y ha colaborado regularmente con artistas como Martirio, Horacio Fumero, David Xirgu, Alexis Cuadrado Henry Cole y Javier Colina y sellos discográficos como Nuba Records, Sunnyside o Altafonte. Fue el único músico español en la película de Fernando Trueba Calle 54, dedicada al jazz latino.
Desde 2014, reside en Brooklyn, Nueva York. En 2020 recibió el Premio Nacional de Músicas Actuales.

## Discografía
| Álbum                                                                              | Sello                                   | Grabación                                                   | Comentarios                                                    |
| ---------------------------------------------------------------------------------- | --------------------------------------- | ----------------------------------------------------------- | -------------------------------------------------------------- |
| Memorias con Tito Alcedo                                                           | 1989, Matasellos                        | nov 1988 - abr 1989 Matasellos Studio                       |                                                                |
| Chano con Javier Colina, Guillermo McGill                                          | 1993, Nuba Records                      | Mayo y julio de 1993 Lavane Studios                         |                                                                |
| 10 de Paco con Jorge Pardo, Javier Colina, Tino di Geraldo                         | 1994, Nuevos Medios                     | Agosto 1994 Cinearte, Madrid                                |                                                                |
| Coplas de madrugá con Martirio                                                     | 1996, El Europeo Música                 |                                                             |                                                                |
| Hecho a mano con Javier Colina, Guillermo McGill                                   | 1996, Nuba Records                      | Septiembre 1996                                             |                                                                |
| Siempre hay un camino a la derecha                                                 | 1997 [no editada]                       |                                                             | Banda Sonora                                                   |
| En Directo                                                                         | 1997, Nuba Records                      | Julio 1997 Café Central, Madrid                             | Solo piano                                                     |
| Tú No Sospechas con Marta Valdés                                                   | 2000, El Europeo Música                 |                                                             |                                                                |
| Imán con Javier Colina, Guillermo McGill, Enrique Morente                          | 2000, Nuba Records                      |                                                             |                                                                |
| ¡Sí! con Yadam González, Ignacio Guerra Acosta, Søren Siegumfeldt, Martin Andersen | 2001, Stunt Records                     | Octubre 1999 Soundtrack Studio Copenhagen JazzHouse         |                                                                |
| Oye Cómo Viene                                                                     | 2002, Lola Records                      | Febrero 2002 Estudios Cine Arte, Madrid                     |                                                                |
| ¡Ritmo! con Benjamín Koppel y Jacob Andersen                                       | 2003, Cowbell Music                     |                                                             |                                                                |
| Acoplados con Martirio y la Orquesta de RTVE                                       | 2004, RTVE                              |                                                             | Arreglos orquestales de Roque Baños, Lluis Vidal, Carles Cases |
| Con Alma con George Mraz y Jeff Ballard                                            | 2005, Nuba Records                      | Agosto 2003                                                 |                                                                |
| ¿Y Ahora Qué? con Kike Perdomo, Francis Posé y Juan Luis Castaño                   | 2006, Ínsula Music                      | May. y oct. 2005 Estudios 44.1,Girona Auditorio de Tenerife |                                                                |
| Acércate Más con Guillermo McGill, Angá, George Martz                              | 2006, RTVE                              |                                                             |                                                                |
| Dúos con Federico Lechner                                                          | 2006, Federico Francisco Lechner Loubet |                                                             |                                                                |
| New Flamenco Sound                                                                 | 2006, Universal Music                   | Febrero 2005                                                |                                                                |
| Piano Flamenco 1                                                                   | 2008, Atresmúsica                       |                                                             |                                                                |
| Piano Flamenco 2                                                                   | 2008, Atresmúsica                       |                                                             |                                                                |
| Quartier Latin con Paquito D'Rivera                                                | 2009, LKY Records                       |                                                             |                                                                |
| Piano Flamenco 1                                                                   | 2009, Atresmúsica                       |                                                             |                                                                |
| Piano Flamenco 2                                                                   | 2009, Atresmúsica                       |                                                             |                                                                |
| Piano Ibérico                                                                      | 2010, Blue Note Records                 | Diciembre 2009                                              |                                                                |
| Flamenco Jazz                                                                      | 2011, Mel Bay                           |                                                             | Libro de partituras con CD                                     |
| Fantasía Flamenca 1                                                                | 2011, Atresmúsica                       |                                                             |                                                                |
| Fantasía Flamenca 2                                                                | 2011, Atresmúsica                       |                                                             |                                                                |
| Flamenco Sketches                                                                  | 2012, Blue Note Records                 | 2009 Jazz Standard, NY                                      |                                                                |
| Bendito con Blas Córdoba                                                           | 2014, Nuba Records                      |                                                             |                                                                |
| Chano & Josele con Niño Josele                                                     | 2014, Calle 54 Records                  | Enero 2014 Can Puigdemir, Barcelona                         |                                                                |
| Soleando con WDR Big Band Cologne                                                  | 2015, Jazzline                          | Febrero 2011                                                | Arreglos orquestales de Vince Mendoza                          |
| Over The Rainbow                                                                   | 2017, Nuba Records                      | Febrero 2012 Palau Falguera, Barcelona                      | Solo piano                                                     |
| Chano & Colina con Javier Colina                                                   | 2018, Sunnyside                         | Enero 2017 Auditorio Nacional, Madrid                       |                                                                |
| Puro de Oliva con Bandolero y Spanish Brass                                        | 2018, SB Produccions                    | Febrero 2018 Palau de la Música, Valencia                   |                                                                |
| A Bola de Nieve con Martirio                                                       | 2019, Universal Music                   |                                                             |                                                                |
| Paramus con Hadar Noiberg                                                          | 2019, Sunnyside                         |                                                             |                                                                |
| Live Piano Solo (Lo Otro Sessions)                                                 | 2020, Lo otro                           | Diciembre 2015 Lo Otro, Madrid                              | Solo piano                                                     |
| The Immigrant Journey                                                              | 2021, Encore                            | Octubre 2019 Fazioli Concert Hall, Sacile                   | Solo piano                                                     |
| Estándares con Antonio Lizana                                                      | 2021, Altafonte                         | Enero 2021                                                  |                                                                |
| Chabem con Rubem Dantas y Hamilton de Holanda                                      | 2022, Altafonte                         |                                                             |                                                                |

## Colaboraciones
| Álbum                                       | Artista principal                  | Sello discográfico            |
| ------------------------------------------- | ---------------------------------- | ----------------------------- |
| Más allá de nuestras mentes diminutas       | Cai                                | 1978, Lacochu                 |
| Noche abierta                               | Cai                                | 1979, Epic                    |
| Canción de primavera                        | Cai                                | 1980, Epic                    |
| La Guinda                                   | La Guinda                          | 1986, Diputación de Cádiz     |
| Hiscádix                                    | Hiscádix                           | 1987, Ministerio de Cultura   |
| La piel de Sara                             | Javier Ruibal                      | 1988, Ariola Records          |
| D'aquí p'allá                               | Decoy                              | 1991, Matasellos              |
| Veneno para el corazón                      | Ana Belén                          | 1993, Ariola Records          |
| La noche                                    | Presuntos Implicados               | 1995, WEA                     |
| Sol mestizo                                 | Markus Stockhausen                 | 1996, ACT                     |
| Algo pa' nosotros                           | La Barbería del Sur                | 1997, Nuevos Medios           |
| Otoño                                       | Hozan Yamamoto                     | 1998, Nuba Records            |
| Flamenco lo serás tú                        | Tino di Geraldo                    | 1998, Nuevos Medios           |
| Lorquiana (Poemas De Federico García Lorca) | Ana Belén                          | 1998, Ariola Records          |
| Los sueños y el tiempo                      | Guillermo McGill                   | 1999, El Europeo Música       |
| Jazzpaña II                                 | Gerardo Núñez                      | 2000, ACT                     |
| Tras el puente                              | Omni                               | 2000, Luna Negra              |
| Calle 54                                    | Varios (Banda sonora)              | 2001, Chrysalis               |
| Pa' mi genio                                | Carmen París                       | 2002, WEA                     |
| Una vida entera                             | Pilar Boyero y Jerry González      | 2004, Rockanbole Producciones |
| Cuentos del mundo                           | Marina Albero y Constantino Romero | 2005, Elukeyá Records         |
| ¿Y Ahora Qué?                               | Kike Perdomo                       | 2006, Ínsula Music            |
| Vitoria Suite                               | Wynton Marsalis                    | 2009, Emarcy                  |
| Jazzpaña Live                               | Gerardo Núñez                      | 2015, ACT                     |
| Quatro                                      | John Finbury                       | 2019, Green Flash             |
| Tenéis que venir a verla                    | Varios (Banda sonora)              | 2021 [no editada]             |

## Premios y reconocimientos
- 1999: Mejor Álbum de Jazz de la IIIª Edición de los Premios de la Música, por En directo.[3]
- 2013: Mejor Álbum de Jazz Latino en los Grammy, por Flamenco Sketches [Nominado].[4]
- 2022: Mejor Álbum de Jazz Latino en los Grammy latinos, por Chabem [Nominado].[5]
- 2020: Premio Nacional de las Músicas Actuales.[6]